# Bautista Saavedra
Bautista Saavedra é uma província da Bolívia localizada no departamento de La Paz, sua capital é a cidade de Charazani (Villa Juan José Pérez).